# Signatura Electrònica a Catalunya

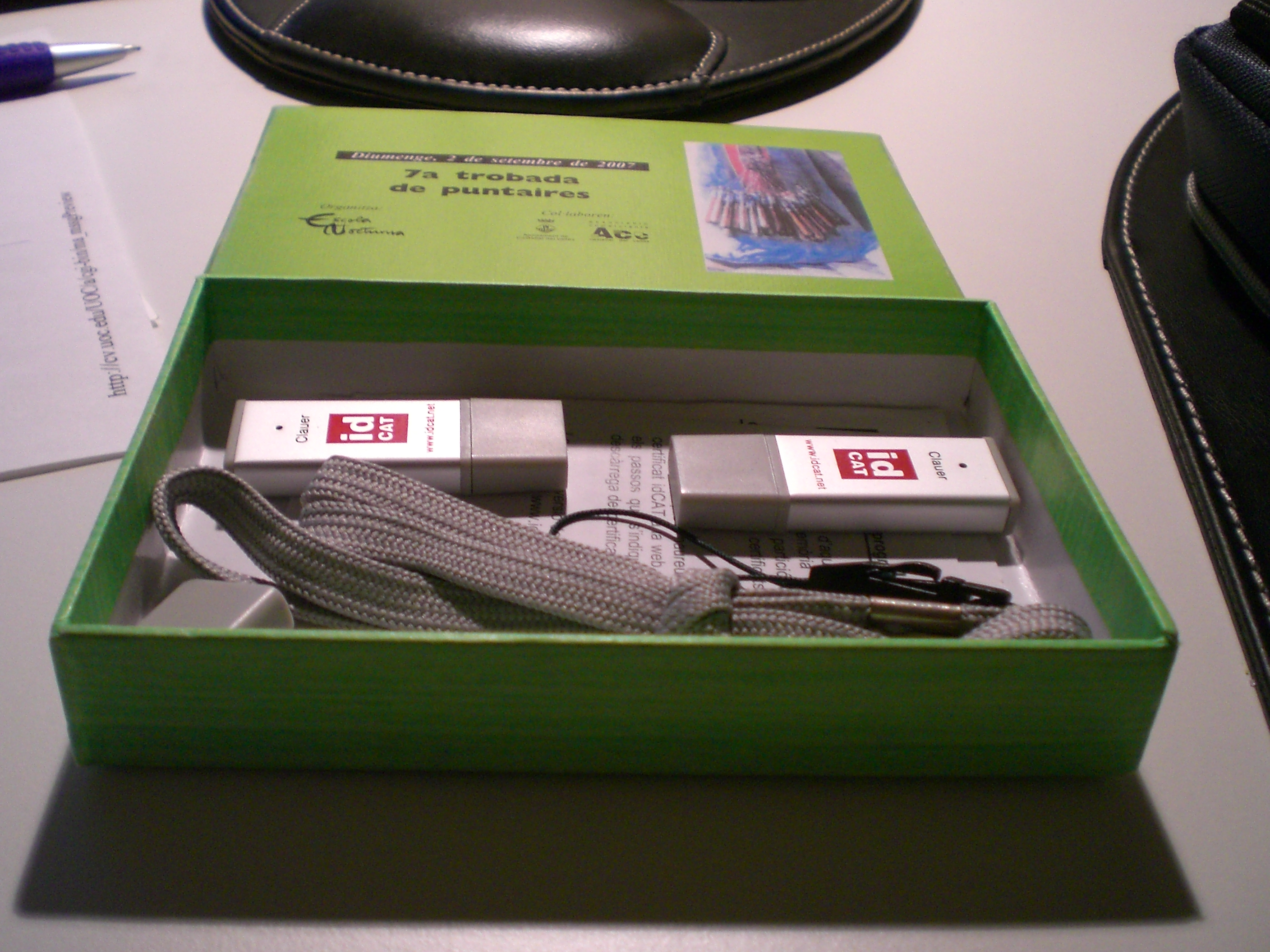
L'IdCAT és el certificat electrònic que permet a qualsevol membre de la ciutadania catalana efectuar la seva signatura electrònica

La Signatura Electrònica a Catalunya es regula per la llei 59/2003 de 19 de desembre i a Catalunya és competència de l'Agència Catalana de Certificació o CATCert, tot i que la Fábrica Nacional de Moneda y Timbre (FNMT) de l'estat espanyol també pot emetre certificats.

## Tipus de signatura
Tal com reconeix la llei, l'administració de la Generalitat de Catalunya reconeix tres tipus signatura electrònica:
- Signatura electrònica ordinària: És aquell procediment electrònic pel qual tan sols es reconeix la persona que signa, per tant qui envia el document.
- Signatura electrònica avançada: És aquell procediment electrònic que permet identificar el signant i detectar qualsevol canvi ulterior de les dades signades.
- Signatura electrònica reconeguda: És aquell procediment electrònic, semblant a l'avançat, però que és generat amb un certificat reconegut i té la mateixa validesa que la signatura manuscrita d'un document paper.

En aquest sentit, és necessari la presència d'un certificat electrònic per a fer una signatura elecrònica reconeguda com pot ser el certificat idCAT que emet l'Agència Catalana de Certificació - CATCert o el DNI-electrònic que emet la FNMT, o sigui un prestador de serveis que vinculi unes dades de verificació de signatura a un signant i que confirma la seva identitat. En aquest cas, el signant és la persona que posseeix el dispositiu de creació de la signatura i que actua en nom propi o en nom d'una persona física o jurídica a la qual representa.